# ベーコン・アンド・キャベツ

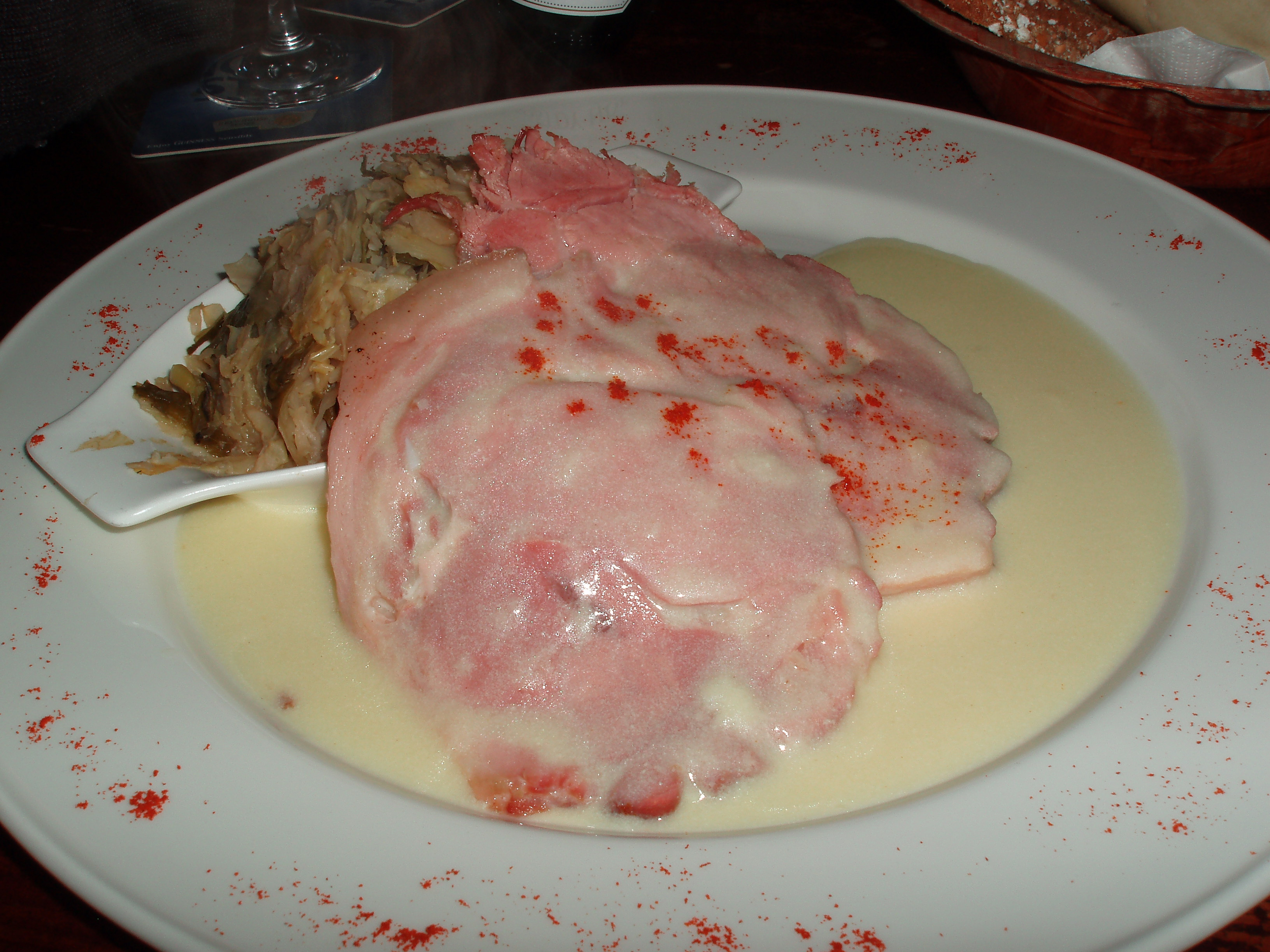
ダブリンのパブで提供されるベーコン・アンド・キャベツの例

ベーコン・アンド・キャベツ（英語: bacon and cabbage、アイルランド語: bagún agus cabáiste）は伝統的なアイルランド料理の1種。ベーコンとキャベツの煮込み料理である。
ブロックのベーコン、香味野菜、キャベツの葉と水を鍋に入れて煮込む。キャベツは煮込み過ぎないよう早めに引き上げ、皿に盛る。ブロックベーコンが煮えたら引き上げて冷まし、スライスしてキャベツの上に並べる。